# Svitlana Herassimenko
Svitlana Herassimenko (ucraïnès: Світлана Герасименко)  (Bàrixivka, 23 de febrer de 1945 - 8 d'abril de 2025) va ser una astrònoma soviètica i tatikistani d'origen ucraïnès i descobridora del cometa 67P/Txuriúmov-Herassimenko.

## Descobriment del cometa 67P/Txuriúmov-Herassimenko
L'11 de setembre de 1969, Herassimenko treballava a l'Institut Astrofísic Alma-Ata, a prop d'Almaty, en aquell moment capital de la República Socialista Soviètica Kazakh, a la Unió Soviètica. Va fotografiar el cometa 32P/Comas Solà amb un telescopi Maksutov de 50 cm.
Després de tornar al seu institut natal, Klim Ivanovych Churyumov, de l'Observatori Astronòmic de la Universitat Nacional de Kíev, va examinar aquesta fotografia i va trobar un objecte cometari a la vora de la placa, però va suposar que es tractava de Comas Solà. El 22 d'octubre, aproximadament un mes després de la presa de la fotografia, va descobrir que l'objecte no podia ser Comas Solà, perquè es trobava a 2-3 graus de la posició esperada. Un altre escrutini va produir una feble imatge de Comas Solà a la seva posició esperada a la placa, demostrant així que l'altre objecte era un cometa diferent. En examinar tot el material recollit, van trobar aquest nou objecte en quatre plaques més, amb data del 9 i 21 de setembre.

## Homenatges
S'anomenen amb el seu nom
- Cometa periòdic 67P/Txuriúmov-Herassimenko
- Planeta menor 3945 Herassimenko